# Pterastericola ramosa
Pterastericola ramosa — вид війчастих плоских червів родини Pterastericolidae. Вид відомий лише у затоці Моретон біля узбережжя штату Квінсленд в Австралії. Хробак паразитує у ротовій порожнині морської зірки Luidia australiae.